# 索莱拉德加瓦尔东
索莱拉德加瓦尔东，是西班牙卡斯蒂利亚-拉曼恰昆卡省的一个市镇。总面积50平方公里，总人口47人（2001年），人口密度1人/平方公里。